# Bacardi
A Bacardi (bəˈkɑɹdi) a világ legnagyobb, teljes egészében családi tulajdonban lévő szeszesital-előállító vállalata, ami több mint 100 országban állít elő és forgalmaz szeszes italokat és italkeverékeket. Az azonos néven kapható rummárka világviszonylatban az egyik legkeresettebb. A konszern több mint 200 további márkájához tartozik a Martini, Grey Goose Vodka, Bombay Sapphire Gin, Dewar's Scotch Whisky, továbbá a tequila-márkák közül a Cazadores.

## Története
A Bacardi & Ca. nevű céget 1862. február 4-én alapította a spanyol származású "Don" Facundo Bacardi Massó (1814-1887) Santiago de Cuba-ban. A cég 1877-ben elnyerte az első aranymedált a spanyolországi világkiállításon a minőségéért.
1910-ben létrehozták az első töltőüzemet külföldön, Barcelonában. Ezzel a Bacardi Kuba első nemzetközi szinten is működő vállalata lett. 1916-ban töltőüzemet alapítottak New Yorkban, és 1934-ben desztillálóüzemet Mexikóban. 1934-ben egy műhelyt építettek fel Puerto Ricóban, hogy az Amerikai Egyesült Államok drasztikus behozatali vámjait kikerüljék. 1959-ben, a kubai forradalom alatt a Bacardi család az USA-ba emigrált, ahol még azt is sikerült elérniük, hogy a nemzetközi márkajogokat, így az eredeti erjesztést megtartsák. Ennek ellenére nagyon különbözik a Bacardi cég által előállított fehér rum az ugyanebben az időben Kubában készített rumoktól, amiket ma a hagyományos formájában Kubában és Nicaraguában termelnek. A Kubában a régi eljárással készített rumokat a Ron Caney márkanévvel látják el.
Az 1970-es évek végére a Bacardi a világ legnagyobb szeszesital-márkája lett. A Bacardi világszerte öt vállalatra tagolódott (Mexikó: Bacardi y Comañía S.A. de C.V., Puerto Rico: Bacardi Corporation, Bahamák: Bacardi & Company Limited, Bermuda: Bacardi International Limited), amelyeket 1992-ben a Bacardi Limited (székhelye: Hamilton, Bermuda) fogott össze. Röviddel ezután a Bacardi megszerezte a Martini & Rosso vállalatcsoportot és számos további márkát is. A rumelőállító cégekből egy nemzetközi szeszesital-konszern jött létre.
A Bacardinak 2007-ben világszerte 38 székhelye van, amelyek közül 14 rumokkal, 10 martinival és vermutokkal, 7 pedig whiskeyvel foglalkozik.